# نیک آپولو فورتی
نیک آپولو فورتِـی (انگلیسی: Nick Apollo Forte؛ زادهٔ ۱۴ ژوئن ۱۹۳۸ – درگذشته ۲۶ فوریه ۲۰۲۰) یک هنرپیشه اهل ایالات متحده آمریکا بود.
از فیلم‌ها یا برنامه‌های تلویزیونی که وی در آن نقش داشته است می‌توان به برادوی دنی رز اشاره کرد.
او همچنین بابت تبلیغات رادیویی‌اش برای کمپانی گودیر تایر شهرت دارد.